# 司吾県
司吾県（しご-けん）は中華人民共和国江蘇省にかつて存在した県。現在の新沂市南部に相当する。
前漢により設置され、南北朝時代、宋により廃止された。